# Roofkunst
Roofkunst is cultuurgoed van een land dat door een buitenlands(e) persoon of organisatie of door een andere staat wederrechtelijk wordt toegeëigend tijdens een oorlog, (koloniale) overheersing of culturele strooptochten als illegale opgravingen. De geroofde kunst wordt veelal in het land van de rovers tentoongesteld. Enkele bekende voorbeelden zijn de Elgin Marbles (door Groot-Brittannië gestolen onderdelen van het Parthenon), de Lombokschat (door Nederland in toentertijd Nederlands-Indië gestolen waardevolle schat uit Lombok) of de Goudstikker-collectie (door de nazi's gestolen kunstcollectie van de Joodse ondernemer Jacques Goudstikker).
In de 21e eeuw is het dilemma van restitutie van objecten die ooit hun weg van een gekolonialiseerd of geannexeerd gebied naar westerse particulieren en musea hebben gevonden, prangender aanwezig in het maatschappelijke debat. Een aantal westerse musea is inmiddels, al dan niet op verzoek, overgegaan tot restitutie van objecten die niet tot de westerse cultuur behoren en vaak onder dubieuze omstandigheden zijn weggehaald uit het land van herkomst.

## Doel
Deze roof heeft als doel de tegenstander te demoraliseren of zichzelf, een partij of de eigen staat te verrijken. Dikwijls is een georganiseerde kunstroof een uitdrukking van de staatsideologie. In oorlogsomstandigheden zijn kunstwerken veelal de materiële verliezer van het geweld. Zij worden al of niet systematisch vernield, beschadigd, geplunderd, gestolen, gevandaliseerd en als oorlogsbuit (zogenoemde Beutekunst) door de overwinnaar meegenomen.

## Verdragen en wetgeving
Het principe dat geplunderd bezit moet worden teruggegeven aan het land van herkomst, werd voor het eerst internationaal vastgelegd in het Verdrag van Parijs in 1815. De naties die tegen Napoleon hadden gevochten, eisten teruggave van cultureel bezit. Hierbij maakte het niet uit of de objecten door middel van geweld of via een overeenkomst waren verkregen. 
Een ander belangrijk document waarin de principes van de bescherming van cultureel erfgoed werden vastgelegd was de Lieber Code uit 1863: een binnenvallend land mocht cultureel erfgoed in beslag nemen, zolang dit gebeurde zonder het te beschadigen. Verder moesten de objecten in bewaring blijven tot een vredesverdrag werd gesloten, waarin ook het eigendomsrecht van de objecten moest worden vastgelegd. De invloed van de Lieber Code op het volkerenrecht was buitengewoon groot.
In 1874 diende de Lieber Code als basis voor de Verklaring van Brussel, een eerste internationale poging om regels voor het beschermen van cultureel bezit te codificeren. Die codes zouden de voorloper zijn van het Haagse Verdrag van 1907, waarin internationale wetten het recht erkenden op het in beslag nemen van oorlogsmateriaal en oorlogsbuit. Volgens de voorschriften van het Haagse Verdrag mag staatseigen roerend goed dat wordt aangetroffen op het slagveld, worden toegeëigend als oorlogsbuit.
In 1954 werd het Cultuurgoederenverdrag (Haagse Conventie) ondertekend voor de bescherming van erfgoed tijdens gewapende conflicten. Nadien zijn verschillende internationale afspraken tot stand gekomen om ook in vredestijd de illegale handel in cultuurobjecten te bestrijden: 
De UNESCO-conventie inzake illegale handel in culturele goederen uit 1970. Het verdrag regelt de teruggave van cultuurgoederen die door onrechtmatige invoer, uitvoer of eigendomsoverdracht het oorspronkelijke gebied hebben verlaten. Het gaat om voorwerpen die voor een land van groot belang zijn omdat ze tot het cultureel erfgoed behoren. Landen die het verdrag ratificeren, verplichten zich onder meer tot het opstellen van een lijst met objecten die moeten worden beschermd, het verstrekken van exportcertificaten van objecten die mogen worden uitgevoerd, het bewaken van oudheidkundige vindplaatsen en tot het opstellen van een ethische code voor handelaren en verzamelaars. Wat de teruggave van illegaal verhandelde objecten betreft, geeft het verdrag alleen bepalingen voor objecten die uit overheidsinstellingen of religieuze gebouwen zijn ontvreemd. Een land dat een bepaald voorwerp op grond van het UNESCO-verdrag opeist, moet compensatie betalen als is komen vast te staan dat de verwerver ter goeder trouw is geweest. Veel landen hebben onder invloed van dit verdrag wettelijke maatregelen genomen ter bescherming van hun cultureel erfgoed. In de meeste gevallen wordt een norm van vijftig of honderd jaar vastgesteld. Alle objecten die ouder zijn, vallen onder de wettelijke bescherming. Veel westerse landen en de kunsthandel reageerden in het algemeen terughoudend op het verdrag. Handelaren waren vooral slecht te spreken over het tiende artikel dat hen verplicht de herkomst van voorwerpen nauwgezet te beschrijven. Die herkomst beschouwen zij veelal als 'strategische informatie' die zij met niemand willen delen.

### Wetten en regelgeving na 1995
- De UNIDROIT-conventie inzake gestolen of illegaal uitgevoerde cultuurobjecten uit 1995.
- Publiek consulteerbare databases van gestolen of verdachte cultuurobjecten worden onderhouden door Interpol[3] en door de Internationale vereniging van musea[4]
- In 2004 kwam in het Verenigd Koninkrijk de "Human Tissue Act" van kracht, die het mogelijk maakt menselijke resten (niet ouder dan 1000 jaar) terug te geven.
- De Europese verordening 116/2009 van 18 december 2008 betreffende de uitvoer van cultuurgoederen[5] en EU-richtlijn van 15 mei 2014 inzake restitutie van cultuurobjecten,[6][7] omgezet in de Nederlandse wet van 4 juni 2015[8] en de Belgische wet van 4 mei 2016.[9]
- De Nederlandse Wet tot teruggave cultuurgoederen uit bezet gebied (2007-2016), gevolgd door de Erfgoedwet
- Het Internationaal Strafhof sprak in 2016 voor het eerst een veroordeling uit voor vernietiging van cultureel erfgoed, in de zaak Al Mahdi.
- De Raad van Europa keurde op 3 mei 2017 de Convention on Offences relating to Cultural Property goed.[10] Deze Conventie is door verschillende landen ondertekend en geratificeerd; op 1 april 2022 trad ze in werking.[11]

## Antieke oudheid
Dat kunstvoorwerpen uit hun oorspronkelijke context – tegen de zin van de eigenaar – worden verwijderd en elders terechtkomen, gebeurt al sinds mensenheugenis.
In 714 v. Chr. gaf de Assyrische koning Sargon II de volgende verklaring voor alles wat hij meenam tijdens de plundering van de Urartiaanse stad Musasir: 
de koning van die stad, Urzana, “kwam tegen mij in opstand, hield het terugkerende konvooi van mijn expeditie tegen, verzuimde overvloedige geschenken te brengen en mijn voeten te kussen. […] Uit woede zond ik al mijn strijdwagens, paarden en mijn hele kamp naar Assyrië.”— Elizabeth Simpson (ed.), The Spoils of War. World War II and Its Aftermath: The Loss, Reappearance, and Recovery 
of Cultural Property, New York 1997, p. 34.
In 586 v.Chr. roofden de Babyloniërs de Tempel  van Salomo in Jeruzalem leeg:
“Al het goud en zilver, offerschalen, potten, kandelaars, 
schotels en kommen, nam de commandant van de lijfwacht zelf mee.”— Jeremia 51:19 (Willibrordvertaling, Katholieke Bijbelstichting 's Hertogenbosch 2001, p. 936)

Rond 400 v.Chr. trok de Griekse schrijver Xenophon mee met het Perzische leger naar Klein-Azië. Hij schreef dat veroveraars recht hadden op oorlogsbuit, inclusief de cultuurschatten van de onderworpenen.

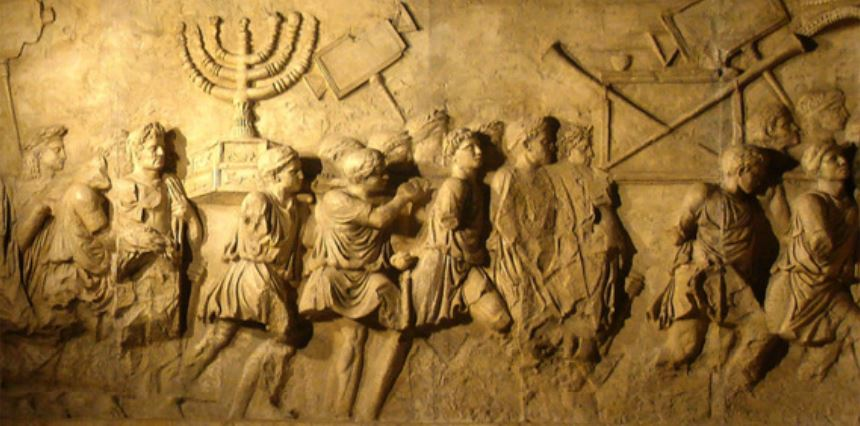
Detail van de Triomfboog van Titus in Rome, 81 n.Chr. De Romeinen nemen de gouden menora mee na de plundering van de Tempel van Jeruzalem in 70n.Chr.

Toen Alexander de Grote in 333 v.Chr. de Perzische koning Darius III versloeg, liet hij zijn soldaten gouden schalen, kruiken en munten meenemen.
In 212 v.Chr. signaleerde de Griekse historicus Polybios dat toen de Romeinen Syracuse op Sicilië veroverden zij alle kunstwerken roofden en naar Rome verscheepten. Polybios' waarschuwende boodschap aan Rome klonk aldus: "Dergelijke rooftochten kweken alleen maar wrok."
In 70 n.Chr. plunderde Titus de Tempel van Herodes in Jeruzalem. De Boog van Titus in Rome, die deze gebeurtenis herdenkt, werd postuum opgericht in 81 n.Chr. De reliëfs op de boog verbeelden de triomfantelijke processie met oorlogsbuit, waaronder de gouden menora die gold als de belangrijkste overwinningsbuit.
793 staat geboekstaafd als het begin van het Viking-tijdperk omdat toen de plundering plaats had van het klooster op het Heilige Eiland van Lindisfarne aan de noordoostkust van Groot-Brittannië.
Toen de kruisvaarders in 1099 Jeruzalem bezetten, werden veel joden en moslims vermoord en werd de stad leeggeroofd. De christenen gebruikten de term 'heilige diefstal' om de verwijdering van relieken te rechtvaardigen.
In 1204 werd Constantinopel geplunderd: goud, zilver, satijn, huiden en relieken werden geroofd. De beroemdste buit bestond uit de vier bronzen paarden van de Hippodrome. Zij werden gebruikt om de façade van de San Marco in Venetië te versieren,

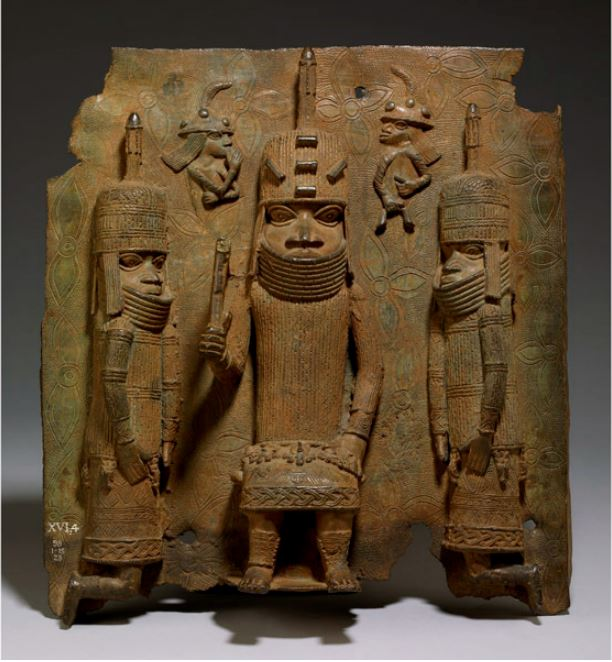
'De Oba met Europeanen', 16e-eeuwse bronzen plaat uit Benin, Nigeria werd uit het paleis van de Oba in Benin City gehaald tijdens de Britse strafexpeditie in 1897. In het midden Oba in een leeuwenkleed. Hij wordt vergezeld door twee bedienden. Naast zijn hoofd zijn twee langharige Europeanen afgebeeld

Kort voor zijn dood te Nancy in 1477 verloor Karel de Stoute een belangrijke kunstschat aan de Zwitsers: de befaamde Burgunderbeute of de Bourgondische buit. Het betreft een kwalitatief hoogstaande kunstverzameling die Karel de Stoute kort voor zijn dood te Nancy in 1477 aan de Zwitsers verloor. Deze kunstschat valt tegenwoordig te bewonderen in het Historisches Museum in Bern.
In 1382, na de Slag bij Westrozebeke, liet Filips de Stoute de belfortklok van Kortrijk meenemen om ze aan zijn hoofdstad Dijon te schenken. Hij noemde ze een van de mooiste die er zijn aan deze of gene zijde van de zee (“l'un des plus biaux que on seuist dechà ni delà la mer”).

## Middeleeuwen
In 1567 (aan het begin van de Tachtigjarige Oorlog) werd het drieluik van Jheronimus Bosch, de Tuin der Lusten, door de Hertog van Alva geroofd uit het paleis van Willem van Oranje te Brussel, en kwam zo in bezit van de Spaanse koninklijke familie en is als een ‘El Bosco’ deel gaan uitmaken van het Spaanse culturele erfgoed (Museo Nacional del Prado).

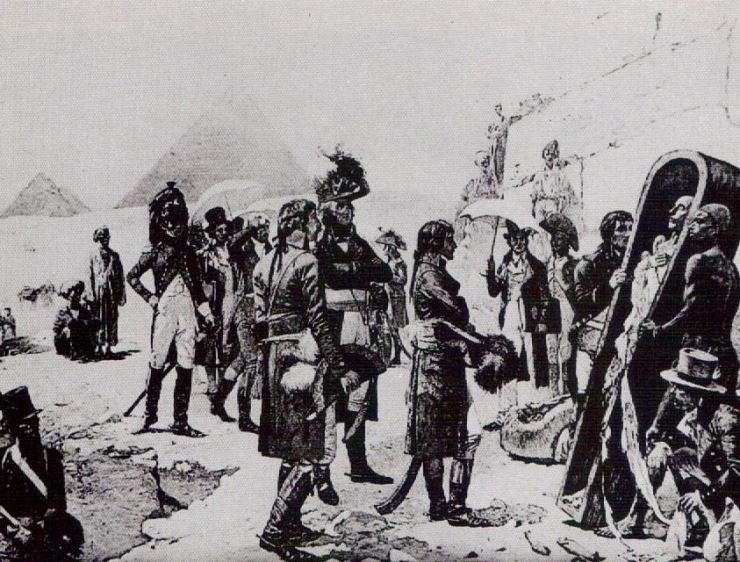
(Kunstenaar onbekend) c. 1801. Napoleon inspecteert een mummie in Egypte. Rechts, gebukt bij de sarcofaag, Vivant Denon, die later de eerste directeur van het Musée Napoléon zou worden.

Vanaf de 16e eeuw werd de Europese cultuur dominant in de wereld. Het toenemend aantal ontdekkingsreizen had expansie tot gevolg. De ontdekking van nieuwe werelddelen en volken die tot dan toe onbekende producten vervaardigden, betekende een grote stimulans voor de verzamelpraktijk in het Westen. Na het veroveren van andere overzeese gebieden brachten West-Europese bevelhebbers trofeeën mee, naast slaven, kruiden en schatten. Vaak kwam bij het toe-eigenen van de cultuurgoederen geweld te pas en werden de koloniale overheersers gedreven door een mengeling van machtswellust, gretigheid en superioriteitsgevoel. Door het tonen van de trofeeën werden het binnendringen, de verovering en de overheersing ‘geïllustreerd’.

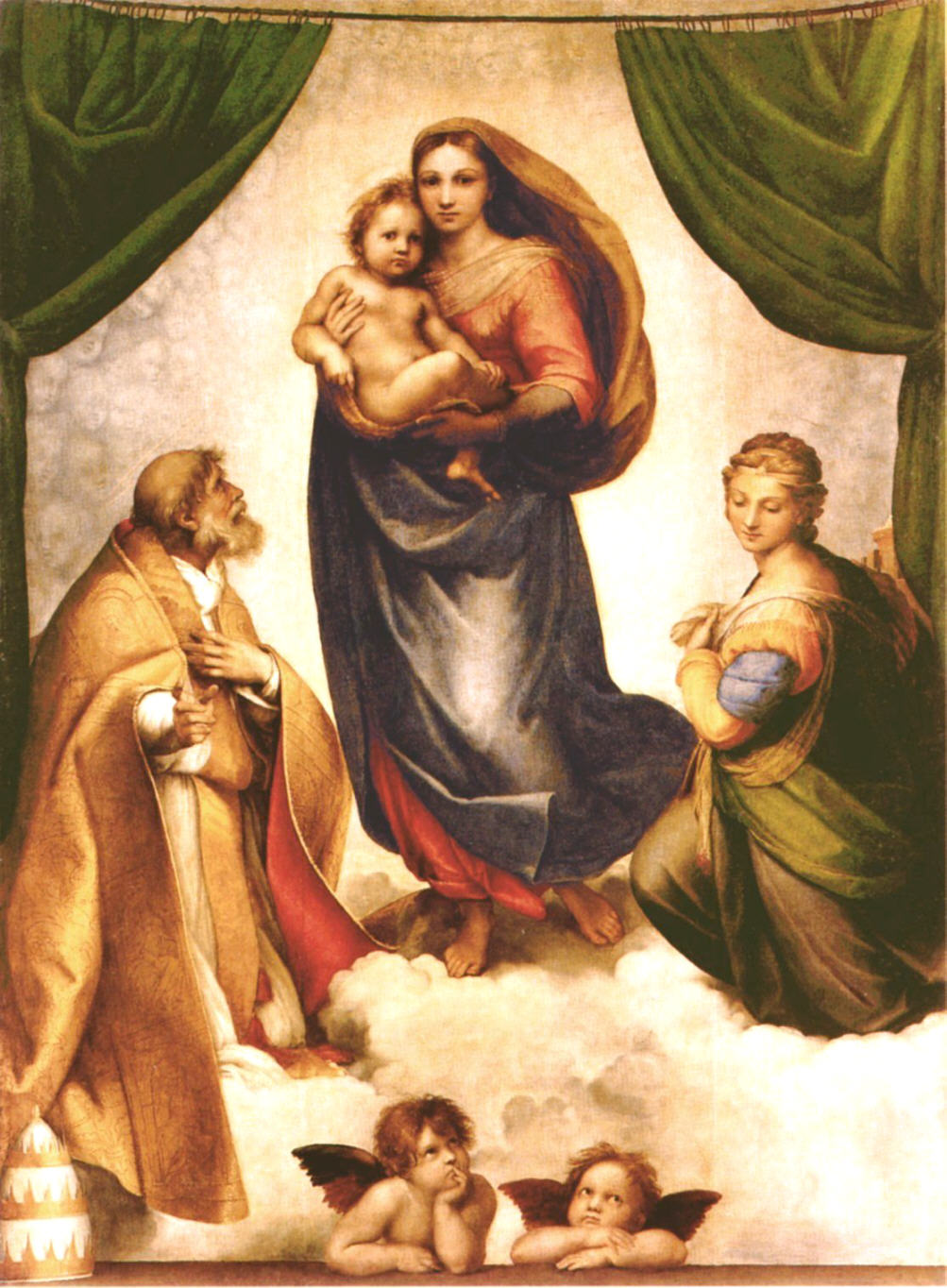
Van 1945 tot 1955 in Moskou: Raffaels Sixtijnse Madonna uit de Galerij van Oude Meesters te Dresden

De oorlogsbuit van Napoleon Bonaparte is hiervan een voorbeeld. De al eerder genoemde bronzen paarden die tijdens de kruistochten naar Venetië waren meegevoerd, werden in 1798 getoond tijdens de triomftocht die Napoleon hield op de Champ-de-Mars in Parijs. Van 1796 tot aan het einde van zijn heerschappij leidde hij een campagne van veroveren en ‘verzamelen’ door heel Europa. Zijn schatten vulden het Musée Central des Arts (vanaf 1803 het Musée Napoléon geheten), dat later het Musée du Louvre zou worden. Zijn veldtocht in Egypte leidde tot meer aandacht voor en het bestuderen van de cultuur van het Oude Egypte. Veel Egyptische voorwerpen hadden in Frankrijk invloed op de architectuur en de beeldende kunst in de 19e eeuw. Pas nadat Napoleon na de Slag bij Waterloo in 1815 afstand had gedaan van de troon, gingen veel van de geroofde kunstwerken terug naar de plaats waarvan Napoleon ze had meegenomen. Zo werd de beroemde Laocoöngroep, die Napoleon in 1799 uit Italië had meegenomen, teruggegeven aan het Vaticaan. Ook de bronzen paarden vonden hun weg terug naar de San Marco in Venetië.

## Achttiende eeuw

### Kloostersluitingen
Bij de 18e-eeuwse kloostersluitingen legden overheden de hand op religieuze kunst. In de Oostenrijkse Nederlanden werden aangeslagen meesterwerken doorgaans afgevoerd naar de galerij van keizer Jozef II in Wenen. Eerder, in 1781, had de keizer al Caravaggio's Madonna van de rozenkrans opgeëist. Het werk werd in 1620 door Rubens geschonken aan de Antwerpse Sint-Pauluskerk. Het bevindt zich momenteel in de collectie van het Kunsthistorisches Museum van Wenen.

### Franse Revolutionaire en napoleontische periode
In de periode van de Franse revolutionaire en napoleontische oorlogen werden in alle bezette gebieden tussen 1794 en 1814 kunstwerken geroofd en naar Frankrijk versleept. Het was Napoleons bedoeling om onder leiding van Vivant Denon het Louvre te Parijs om te vormen tot een internationaal kunstencentrum. Ook werden de nationale archieven van de veroverde gebieden het object van roof zodat men voor het overdragen van eigendomstitels vanaf dan aangewezen was op het centraal samengestelde archief in Parijs. De bezette landen verloren door de archiefroof hun geheugen. 

#### Zuidelijke Nederlanden
Na de slag van Fleurus (26 juni 1794) brachten Franse soldaten met paard en kar de centrale panelen van het Lam Gods naar Parijs.  
Meer dan tweehonderd schilderijen uit kerken, kloosters, academies en adellijke verzamelingen waaronder werk van Pieter Paul Rubens, Antoon Van Dyck, Jacob Jordaens en Gaspar de Crayer verdwenen richting Parijs.  
In 1880 maakte Charles Piot een inventaris op van deze geroofde kunst voor de Belgische minister van Binnenlandse Zaken. Hij telde 271 werken: 90 waren in België gebleven of gerestitueerd, 74 bevonden zich op bekende locaties, 87 bleken vermist. Deze kunstroof was duidelijk gepland en verantwoord door het zogenaamde droit de conquête. Franse legertroepen en leden van de Agence de commerce et approvisionnement pour l'extraction en pays conquis des objets de science, arts et agriculture stroopten de veroverde gebieden stelselmatig af. 
Topwerken van Vlaamse meesters keerden nooit terug en bevinden zich nu in Franse musea: 
- P.P. Rubens' Het visioen van Dominicus nu in het Musée des Beaux-Arts de Lyon;
- P.P. Rubens' De verrijzenis van Christus en Aanbidding van de herders uit de triptiek in de Mechelse sint-Janskerk, vindt men in het Musée des Beaux-Arts in Marseille.
- De geseling van Christus van Rubens uit het Hospice des Incurables van Luik is nu te zien in het Musée des Beaux-Arts de Marseille;
- De Heilige Magdalena van P.P. Rubens uit de Recolettenkerk van Gent hangt nu in het Palais des Beaux-Arts de Lille.
- De miraculeuze visvangst van Caspar de Crayer hing ooit in een parochiekerk in Oostende, nu te zien in het Palais des Beaux-Arts de Lille.
- Wenceslas Cobergher Sint-Sebastiaan uit de Onze-Lieve-Vrouwekathedraal van Antwerpen hangt nu in het Musée des Beaux-Arts de Nancy.

#### Republiek der Zeven Verenigde Nederlanden
Na de val in 1795 voerden de Fransen de openbare collectie Galerij Prins Willem V af naar Parijs, waar het grootste deel in het Louvre kwam te hangen. Na de Slag bij Waterloo in 1815 weigerden ze de schilderijen, waaronder De stier van Paulus Potter, terug te geven, waarop Britse, Pruisische en Nederlandse militairen het Louvre drie dagen lang omsingeld hielden terwijl deskundigen aan de hand van lijsten ruim de helft van de geroofde werken terugvonden.

#### Duitsland en Oostenrijk
Gerenommeerde musea in Berlijn en Wenen verloren meesterwerken van Rafaël, Van Dijck, Holbein en Rembrandt. 
De Quadriga op de Brandenburger Tor werd in 1806 door Napoleon meegenomen naar Parijs als oorlogsbuit. Acht jaar lager werd de beeldengroep teruggebracht naar Berlijn, om tijdens de Tweede Wereldoorlog onherstelbaar beschadigd te worden. Het monument werd in 1958 gerestaureerd op kosten van Oost-Berlijn. West-Berlijn nam de kosten voor het maken van de replica op zich.

#### Het Vaticaan
Het Vaticaans museum werd beroofd van de Laocoöngroep en de Apollo van Belvedère. 

#### Italië
De basiliek van de San Marco in Venetië werd ontdaan van haar bronzen paarden die vertrokken richting Parijs. 

## Negentiende eeuw

### China
In 1860 plunderden Franse en Britse troepen het Oude Zomerpaleis in Peking. 

### Griekenland
Een bekende kunstroof vond plaats tussen 1801 en 1804 door Lord Elgin met het weghakken van een deel van de friezen en de metopen van het Parthenon en ze te verschepen naar het Verenigd Koninkrijk. De sindsdien genoemde Elgin Marbles zijn nu te bewonderen in het British Museum te Londen. Sinds het nieuwe Akropolismuseum zijn deuren opende op 20 juni 2009, is de roep om teruggave luider. De directie van het British Museum ziet niets in teruggave, omdat zijn meent dat de beelden op rechtmatige wijze zijn verkregen.

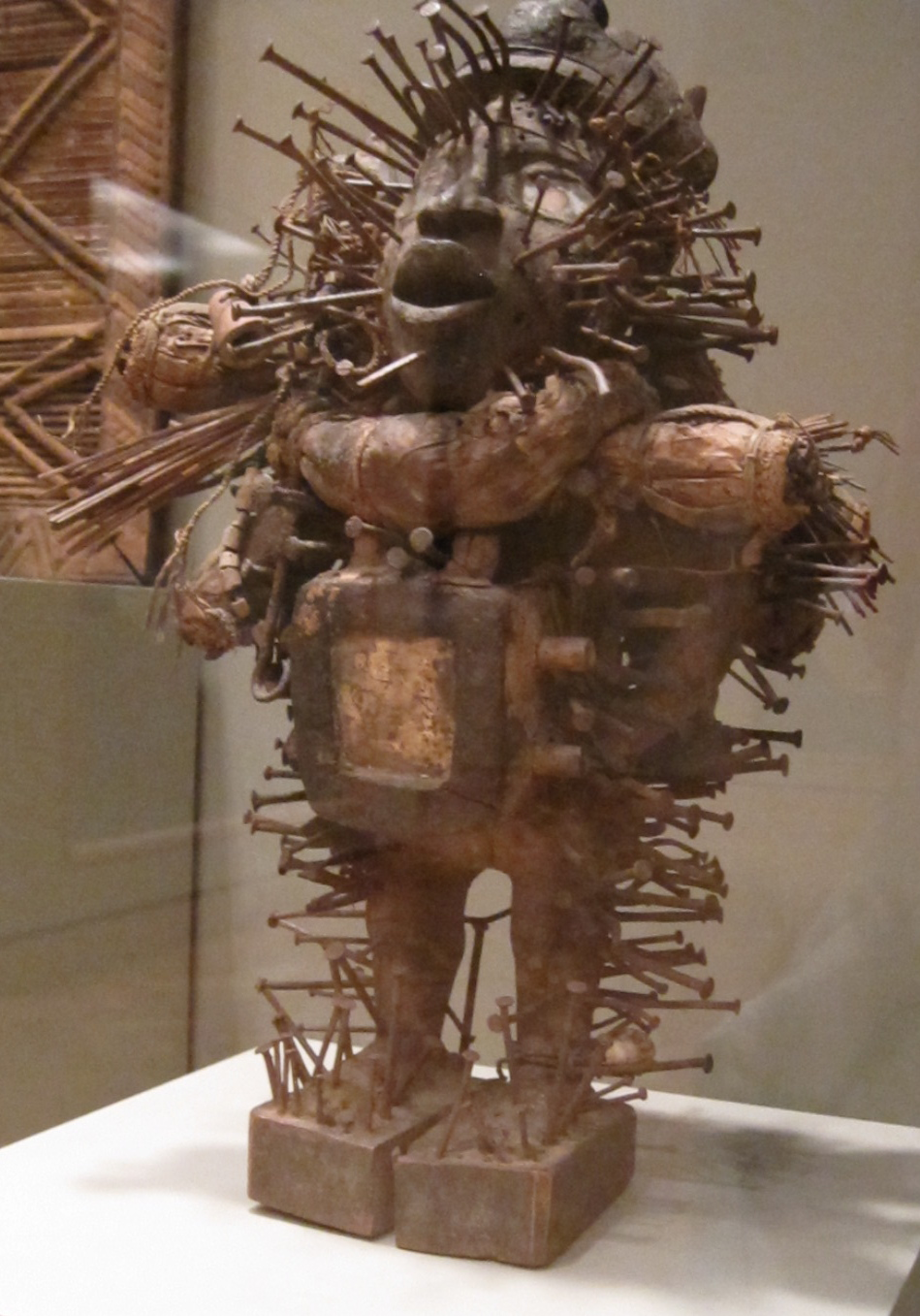
Nkisi Nkonde, met spijkers doorboorde figuur. Uniek erfgoed uit Congo

### Congo
Tijdens de Belgische koloniale periode in Congo, zowel Congo-Vrijstaat (1885-1908) als Belgisch-Congo (1908-1960), werd een groot aantal voorwerpen van volkskunst naar België overgebracht. Hoewel een deel van die voorwerpen op legale manier werd verworven, staat vast dat een aanzienlijk ander  deel moet beschouwd worden als roofkunst (voor stukken met artistieke waarde), of anders als objecten met een betwistbare oorsprong. 
Om dit fenomeen in te dijken en zeker ook de misbruiken die gepaard gingen met de talloze verwervingen door personen met uiteenlopende ambities, werd reeds in 1896 een formeel verbod op het samenstellen van privécollecties opgenomen in het arbeidscontract van de agenten van de Onafhankelijke Congostaat. Zo wilde men hen beletten zich met andere (commerciële) activiteiten bezig te houden dan met de taken die hen contractueel werden toegewezen. In de praktijk werd deze beperking echter niet altijd opgevolgd en de koloniale agenten bleven talloze objecten meebrengen naar België. Verworven als trofeeën en/of als curiositeiten, kregen ze een plaatsje in de inrichting van hun huizen als souvenirs. De opname van collecties van agenten en soldaten van de Onafhankelijke Congostaat – of van hun erfgenamen – in publieke instellingen in België gebeurde willekeurig en vaak tegen betaling.
- het Koninklijk Museum voor Midden-Afrika in Tervuren (België)
  - Naar aanleiding van de heropening van het museum in 2018, werd aangedrongen op teruggave van een deel van de collectie, hoewel dit in de praktijk lang niet evident bleek.[19][20][21]
  - Er bevinden zich zowat  300 schedels in het AfricaMuseum met een betwistbare oorsprong.
  - Het Antropo-zoömorf masker van het Luba-volk werd op 26 maart 1896 geroofd uit het Congolese dorp Luulu door de troepen van Oscar Michaux (1860-1918) en kwam in zijn privé-collectie in België terecht. Het masker werd verkocht aan het museum door de weduwe van Michaux op 18 april 1919[22]. In de ogen van de inwoners van Luulu zorgt de afwezigheid van het masker voor armoede, droogte en ziektes. Pas als het masker terug is, kan de voorspoed en groei terugkeren.
  - Tijdens een officieel bezoek in juni 2022 gaf koning Filip een kostbaar Kakuungu-masker terug aan Congo, waarbij hij nogmaals zijn spijt uitdrukte ten aanzien van het Congolese volk: "Sommige Belgen die naar Congo gingen, gaven het beste van zichzelf en hielden van het land en de Congolezen, maar het systeem was onderdrukkend en stoelde op paternalisme, discriminatie en racisme".[23]
- het Museum voor Natuurwetenschappen in Brussel (België)
  - Het Congolees Instituut voor Natuurbehoud (ICCN) van Congo wil dat België het Ishango-beentje teruggeeft.

President Félix Tshisekedi heeft op 19 november 2021 de oprichting aangekondigd van een commissie voor de repatriëring van het Congolese culturele erfgoed dat het land werd uitgevoerd tijdens de koloniale periode.

## Eerste Wereldoorlog
Toen in 1917 het Bulgaarse leger het Noorden van Griekenland binnenviel, werd de streek geterroriseerd, met doden en diefstallen tot gevolg. In het Kosinitzaklooster (ook bekend als het Theotokos Eikosiphoinissa klooster) werden meer dan 400 waardevolle manuscripten, andere objecten en geld gestolen. De manuscripten werden verspreid doordat de dieven ze her en der verkochten. 

## Tweede Wereldoorlog

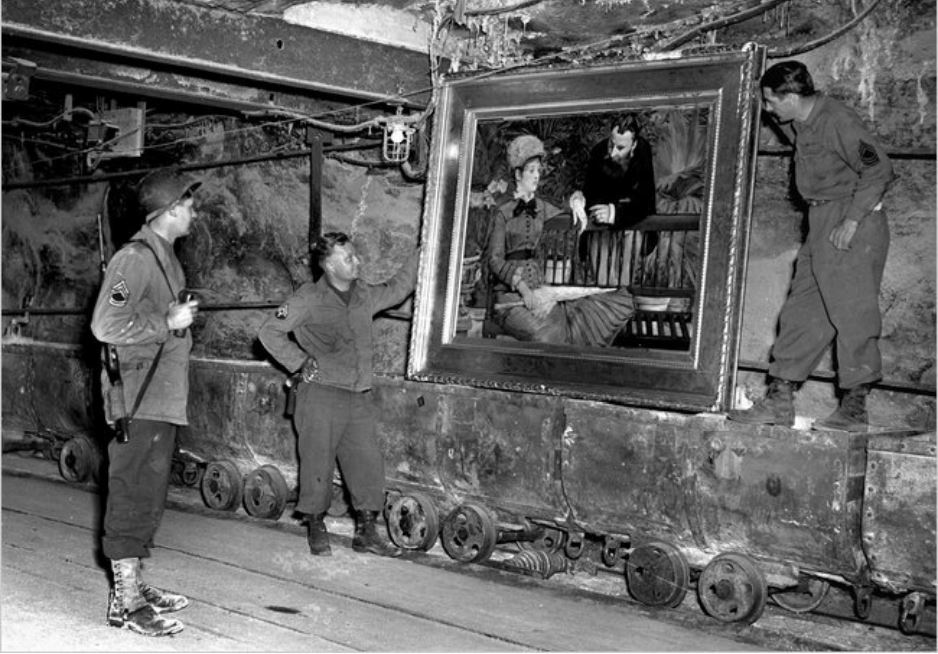
Op 25 april 1945 vinden Amerikaanse soldaten in een zoutmijn vlak bij de Duitse plaats Merkers het schilderij Dans la serre van Eduard Manet terug (Foto: U.S. National Archives)

Tijdens de Tweede Wereldoorlog deden zowel de Sovjet-Unie als nazi-Duitsland op grote schaal aan kunstroof. Duitsland vernietigde meer dan een half miljoen museale objecten en veroorzaakte grote verliezen doordat talloze voorwerpen niet meer traceerbaar waren. Zo kwam de handelsvoorraad van de Nederlandse kunsthandelaar Jacques Goudstikker in mei 1940 in handen van de Duitse bezetter.

### Nazi's
Uit Frankrijk verdwenen ongeveer 100 000 kunstwerken waarvan 60% na de oorlog werd teruggevonden. Daarvan kwam 75% terug naar de eigenaren. Op het spieraam van de doeken vond men stempels terug van de Feldpolizei Gruppe 540. Sommige schilderijen waren bestemd voor hoge SS-officieren of ministers zoals Joachim von Ribbentrop. De kunstcollectie van Edouard de Rothschild werd systematisch geplunderd op bevel van Göring. Deze verzameling topwerken van westerse beeldende kunst zou haar plaats vinden in het op te richten Führermuseum te Linz, de zogenoemde Linzer Sammlung. Een enorme kunstverzameling opgeslagen in de zoutmijnen van Altaussee en de kelders van het slot Neuschwanstein vond men bij toeval terug. Onder de 8000 teruggevonden kunstwerken bevond zich ook de in 1944 geroofde en twee ton zware marmeren sculptuur genoemd de Brugse Madonna met kind van Michelangelo en het Lam Gods. Hans Posse en Hermann Voss, Hitlers kunstadviseurs, verzamelden ongeveer 6700 kunstwerken voor diens museum ter waarde van 106 miljoen Reichsmark.
Hermann Göring vulde zijn buitenhuis Carinhall vrij gulzig en onsystematisch met geroofde topstukken uit heel West-Europa waaronder zelfs een door Han van Meegeren vervalste Vermeer met als titel Christus met de overspelige vrouw. Görings kunstverzameling telde 1375 schilderijen en 250 beelden met een geschatte waarde van 100 miljoen Reichsmark. De helft van zijn collectie bestond uit geroofde kunst.

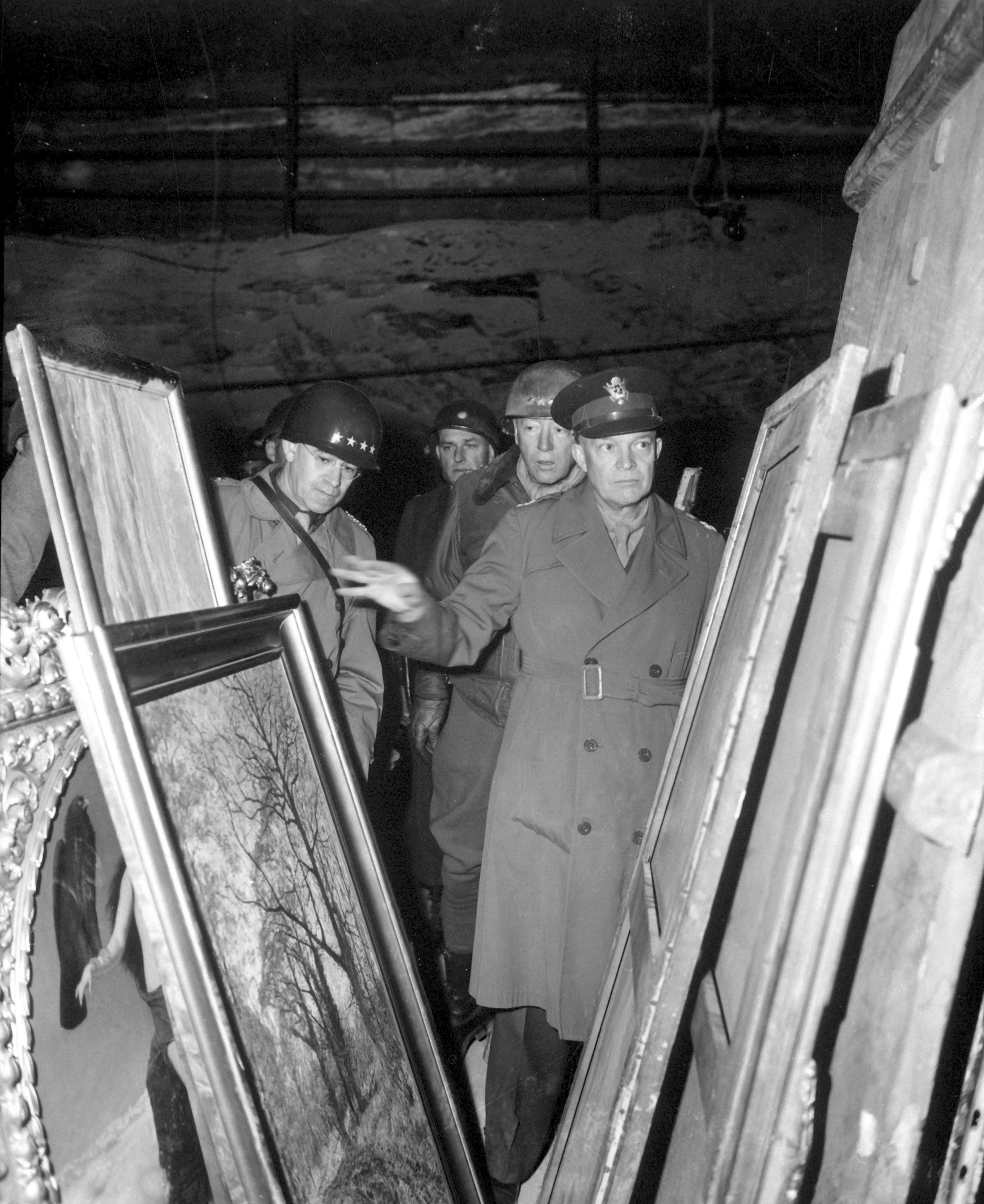
Generaal Dwight D. Eisenhower e.a. inspecteren in 1945 teruggevonden kunstschatten in een Duitse zoutmijn

Tijdens de Duitse bezetting van Europa was een speciaal daartoe opgezette rooforganisatie actief, de zogenoemde Einsatzstab Reichsleiter Rosenberg onder bevel van de nazitheoreticus Alfred Rosenberg met als doel joodse bibliotheken en bibliotheken van de vrijmetselaars te plunderen en gedeeltelijk onder te brengen in een Frankforts Institut zur Erforschung der Judenfrage met als studieobject de joodse kwestie. Tijdens de eerste jaren van de nazibezetting van Frankrijk werd de vermaarde Collection Schloss deskundig door hen geplunderd. Adolphe Schloss' kunstverzameling bestond uit 333 topwerken van Vlaamse en Hollandse meesters waaronder de Fluwelen Brueghel, Rembrandt van Rijn, Brouwer, Isenbrandt en Gossaert. Een 262tal werken uit de collectie vond een onderkomen in Hitlers museum in Linz de zogenoemde Linzer Sammlung. Na de plundering van deze verzameling na de bevrijding in 1945 hield de collectie op te bestaan. In april 2016 kwam één werk van Bartholomeus van der Helst genoemd Portret van een man (1647) boven water toen het werd geveild door het Oostenrijkse veilinghuis Im Kinsky De systematische grootscheepse kunstdrainage naar het Derde Rijk van westerse topkunst bleef evenwel onder de radar. Volgens het Amerikaanse Office for Strategic Services zou er voor een bedrag van 2,5 miljard dollar aan kunst geroofd zijn of één vijfde van alle kustschatten ter wereld.
In 2012 werd in München een verzameling van zo'n 1400 werken bij toeval ontdekt tijdens een onderzoek naar belastingontduiking bij Cornelius Gurlitt, zoon van de Duitse kunsthandelaar Hildebrand Gurlitt, die veel roofkunst achteroverdrukte voor zijn eigen verzameling. Pas in november 2013 werd de vondst van de kunstcollectie, die de naam Schwabinger Kunstfund had gekregen, bekend. Er waren werken van Monet, Renoir en Picasso bij. In 2014 stond Gurlitt toe dat de collectie werd onderzocht om te bepalen of het ging om roofkunst. De toen 81-jarige sloot daartoe een overeenkomst met de deelstaat Beieren en de federale regering. Gurlitt keeg zijn kunstwerken uiterlijk binnen anderhalf jaar terug. Hij mocht ook een eigen kunstkenner afvaardigen voor het team dat de werken ging onderzoeken. Twee weken later berichtten Duitse media al dat Gurlitt de werken waarvan zou blijken dat ze door de nazi's waren gestolen van Joden wilde teruggeven aan de families. 

### Sovjet-Unie
Ook de toenmalige USSR onder leiding van Stalin maakte zich op grote schaal schuldig aan kunstroof. De schitterende collecties expressionistische en kubistische kunst van ondernemers-verzamelaars als Sergei Sjtsjoekin en Ivan Morozov werden aangeslagen en belandden in het beste geval in de Hermitage te Sint-Petersburg of het Poesjkinmuseum te Moskou. Kunst van nationaal belang werd ook tegen harde valuta verkocht aan buitenlanders om de staatskas te spekken. De speciaal daartoe opgezette organisatie Het antiquariaat verkocht werken van oude meesters als Titiaan, Rembrandt, Rubens en Frans Hals. Daarbij trad het Berlijnse veilinghuis Lepke en de New Yorkse galerie Knoedler op als bemiddelaar.

Aan het eind van de Tweede Wereldoorlog startten de zogenoemde Russische Trofeeënbrigades de omvangrijkste systematisch opgezette roofoperatie aller tijden met de bedoeling in Moskou een Wereldmuseum op te richten. Daartoe werden met alle mogelijke vervoermiddelen ca. 2,5 miljoen kunstwerken uit het overwonnen Duitsland naar Russische musea vervoerd. De bekendste trofeeën waren de gouden maskers uit Mykene, opgegraven door Heinrich Schliemann (de zogenoemde Schat van Priamus) en een omvangrijke prentenverzameling van oude meesters, de zogenoemde Koenigscollectie.

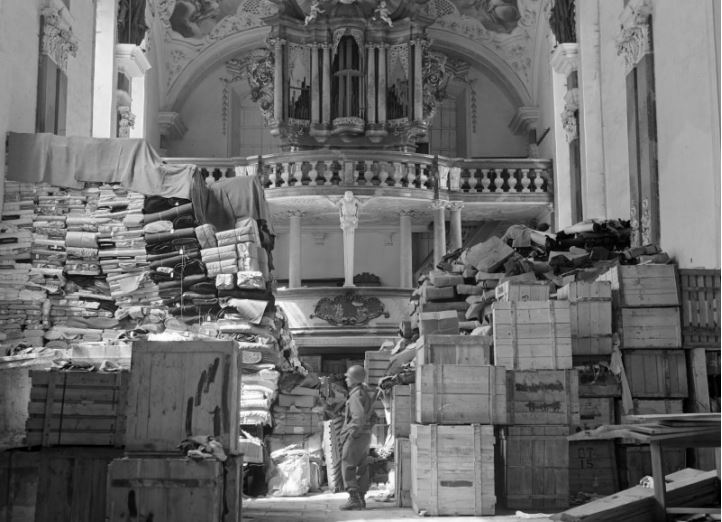
Een Amerikaanse soldaat tussen de door nazi's geroofde kunst in een kerk in Ellingen, Duitsland.(24 april 1945) Foto: U.S. National Archives

## Gevolg van roofkunst
Ongewild wakkerde het georganiseerd roven van cultuurgoederen bij veroverde naties de vaderlandslievende gevoelens aan. De geroofde kunstwerken wezen de burgers op het belang van hun cultureel erfgoed. Toen een deel van de kunstwerken terugkeerden, kregen musea en archieven een nationale betekenis.

## Commissie en gegevensbank Joodse geroofde kunst
Tijdens de Tweede Wereldoorlog richtte men in de Verenigde Staten onder impuls van president Roosevelt een speciale sectie Monuments, Fine Arts and Archives (MFAA) op. Deze eenheid, bemand door kunstkenners, had als kerntaak bij het einde van de oorlog het opsporen en veiligstellen van de door de nazi's geroofde kunstwerken.
De MFAA vond in de Oostenrijkse zoutmijnen van Altaussee een kunstverzameling van 6500 kunstvoorwerpen terug. Daaronder bevond zich de Brugse Madonna van Michelangelo, het Gentse retabel Lam Gods, De astronoom en De schilderkunst van Johannes Vermeer. Deze werken maakten deel uit van de Linzer Sammlung.
Het Israel Museum in Jeruzalem bezit een database waar bezoekers de archieven kunnen raadplegen, in de hoop nog vermiste gestolen familiestukken alsnog terug te vinden.
In 1997 startte in Nederland de 'Commissie-Ekkart' met onderzoek naar in de Tweede Wereldoorlog geroofde kunstwerken van Joodse kunsthandelaren en particulieren. Siebe Weide, directeur van de Nederlandse Museumvereniging, kondigde begin januari 2009 aan dat alle 400 Nederlandse musea gaan meewerken aan een groot onderzoek naar hun kunstaankopen sinds 1933, dus vanaf de vervolging van de joden in nazi-Duitsland. De bedoeling is te achterhalen welke kunstwerken ooit in het bezit waren van joodse Nederlanders en als dusdanig onder de categorie roofkunst vallen. Het is een vier jaar durend project zodat alle verdachte kunstwerken aan de alsnog achterhaalbare rechtmatige eigenaar kunnen terugbezorgd worden. De kunstroof in Nederland voor en tijdens de Tweede Wereldoorlog was veel omvangrijker omdat volgens de Belgische expert Jacques Lust Nederlandse joodse antiquairs en verzamelaars enorm veel kunstschatten in hun bezit hadden.
In België werd rond 2000 de commissie-Buysse opgericht, die onderzoek deed naar een 5000 kunstwerken. De joodse gemeenschap kreeg zo de kans een schadeclaim in te dienen. Er volgden bijna 5800 aanvragen. Begin 2009 was men die aanvragen aan het vergelijken met werken uit verschillende musea en bestudeerde men of er geen overlapping was.
Vanaf oktober 2010 staat er een database van 20 000 door nazi's gestolen kunstwerken online waarvan de helft werd terugbezorgd aan de rechtmatige eigenaren. Op de site staat een afbeelding van het kunstwerk samen met de gegevens van de eigenaar.
Er staan 260 kunstverzamelingen en 259 eigenaren in de gegevensbank.

## Roofkunst in België
Er bestaan twee omvangrijke boekdelen die een inventaris weergeven van tijdens de Tweede Wereldoorlog verdwenen kunstwerken in België. Het ene deel bevat gegevens van vooral schilderijen uit privé-bezit die op Belgisch grondgebied werden verhandeld meestal onder dwang. Een deel ervan was bestemd voor Hitlers Linzer Sammlung. Het andere deel omschrijft geroofde kunstwerken uit Belgische musea. Begin 2011 dook na 70 jaar het verloren gewaande werk De Hertenjacht van Adam Pijnacker plots terug op omdat het voor verkoop werd aangeboden. Men ging ervan uit dat het werk vernietigd werd in de oorlogsjaren bij een bombardement van de Belgische ambassade in Berlijn.
In 1998 richtte de Belgische overheid de 'Cel Recuperatie Geroofde Goederen' (tijdens de Tweede Wereldoorlog) op binnen de Federale overheidsdienst (FOD) Economie. Deze cel was de opvolger van de in 1946 opgerichte Dienst Economische Recuperatie (DER). 'De Cel Recuperatie Geroofde Goederen' is gespecialiseerd in oorlogskunst die tussen 1933 en 1945 van eigenaar wisselde en mogelijk onrechtmatig door de bezetter werd verworven.
In 2009 claimden de erven van de joodse kunstverzamelaar Victor von Klemperer een schilderij van Oskar Kokoschka in bezit van het Gentse Museum voor Schone Kunsten, getiteld Portret van Ludwig Adler met als argument dat het in 1937 om een gedwongen verkoop zou gaan. Twee jaar later besliste het Gentse schepencollege na grondig onderzoek het werk niet terug te geven omdat het doek destijds door de eigenaar zonder dwang aan kunsthandelaar Herbert Kurz werd verkocht. Von Klemperers vrouw vond het ook maar een lelijk portret. De koper was niet betrokken bij de cultuurpolitiek van de nazi's. Het Gentse museum betaalde in 1987 achttien miljoen Belgische frank voor het portret.

## Claims
- De Steen van Rosetta werd in 1799 door Franse militairen ontdekt tijdens het opzetten van een fort bij de Egyptische plaats Rosetta (nu El Rashid). Er stonden teksten in drie variaties op en de Franse wetenschapper Jean-François Champollion slaagde erin het hiërogliefenschrift van de oude Egyptenaren te ontcijferen. De Steen van Rosetta werd gedateerd rond 196 v.Chr. Nadat de Britten de Fransen in 1801 hadden verslagen, werd de steen in 1802 naar Londen gebracht om daar in het British Museum tentoongesteld te worden.[32]

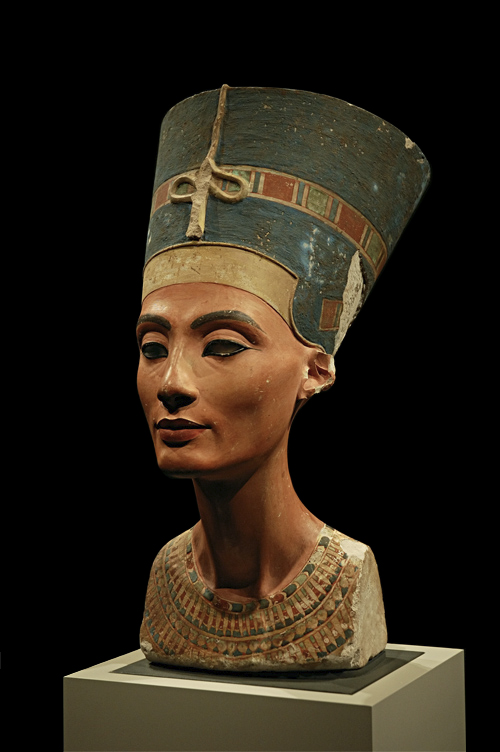
De buste van Nefertiti

- De buste van Nefertiti werd in 1912 opgegraven door Ludwig Borchardt, de oprichter van het Duitse Archeologische Instituut in Egypte. Het land had zelf geen archeologen, omdat het Egyptenaren door de Ottomaanse overheid niet was toegestaan om egyptologie te studeren. Het gezag over oudheden was in handen van de Fransman Gaston Maspero. In 1913 werd de buste, volgens het partagebeleid toegekend aan de Duitsers (Het partagebeleid hield in dat de Egyptische autoriteiten de eerste keuze hadden en konden aangeven of een object van groot nationaal belang was en niet het land mocht verlaten). Toen de unieke waarde van het beeld in 1924 werd onthuld, eisten ambtenaren van Egypte, dat in 1922 onafhankelijk was geworden, onmiddellijk teruggave[33]. Het is te bezichtigen in het Egyptische Museum in Berlijn. In december 2009 diende Egypte een officieel verzoek in tot teruggave van de 3300 jaar oude buste.[34]
- Eind januari 2010 claimden de erven van de familie Czernin het werk De schilderkunst van Johannes Vermeer dat sinds 1946 in het Kunsthistorisches Museum van Wenen hangt. De familie beweert dat het schilderij in 1940 onder dwang voor 1,65 miljoen Reichsmark door Adolf Hitler genaast werd. Hitler had er plannen mee voor zijn Führermuseum in Linz, de zogenoemde Linzer Sammlung. Men haalt aan dat de verkoop destijds onder dwang plaatsgreep omdat de eigenaar met een joodse getrouwd was. Medio maart 2011 kwam de Oostenrijkse Raad voor de teruggave van gestolen kunst tot het besluit dat de verkoop destijds rechtmatig verliep. Derhalve is een teruggave aan de erven van graaf Jaromir Czernin geen punt.
- Medio januari 2016 eiste de Belgische staatssecretaris voor Wetenschapsbeleid Elke Sleurs (N-VA) duidelijkheid over de 271 kunstwerken die in de nadagen van de Franse Revolutie door de Fransen geroofd waren uit kerken, musea en particuliere kunstverzamelingen. Zij zet daartoe zowel kunsthistorici als juristen aan het werk vooraleer verdere stappen te ondernemen. De eersten moeten de geroofde werken oplijsten en situeren. De juristen moeten nagaan of deze werken alsnog kunnen opgeëist worden.[35]
- In 2022 werd Naturalis (wederom) gevraagd – ditmaal door een commissie van de Indonesische regering – de collectie van de Nederlandse paleontoloog Eugène Dubois terug te geven. Deze collectie bestaat uit zo'n 40.000 stukken, waaronder fossielen en de topstukken een schedeldakje, kies en dijbeen van de Javamens. Al eerder in 1951 en in de jaren zeventig werd Naturalis door verschillende personen gevraagd de Collectie Dubois terug te geven aan Indonesië.[36]

## Restituties

### 1800-1900
- In 1815 kwam het schilderij De Stier van Paulus Potter na een aantal jaren in Parijs terug naar Den Haag.[15]
- In 1815 dienden, in uitvoering van het Verdrag van Parijs (1815), alle door Frankrijk geroofde kunstwerken, opgeslagen in het Louvre, aan de rechtmatige eigenaren teruggegeven te worden. De door conservator Vivant Denon zorgvuldig bij elkaar geroofde gigantische kunstverzameling werd ontmanteld; het betrof 2065 schilderijen, 130 standbeelden, 289 bronzen voorwerpen en 2619 andere kunstvoorwerpen.

### 1901-2000
- In 1947 beloofde Italië een obelisk terug te geven die Mussolini's troepen in 1937 had meegenomen bij de inval in Abessinië.
- In 1976 stuitte een inwoner van het dorpje Aidonia (in de Peloponnesos) bij toeval op een antieke tombe die gevuld was met aardewerk en goud dat stamde uit de Minoïsche beschaving. Ruim een half jaar lang werden in het geheim opgravingen gedaan, waarbij de plattelanders samenwerkten met de lokale autoriteiten. In 1978 hoorde de Amerikaanse archeoloog Stephen Miller van de kwestie. Hij bezocht Aidonia samen met ambtenaren van het Griekse ministerie van Cultuur om te zien of er nog iets te redden viel, maar het leek wel of er op de archeologische vindplaats een bom was gevallen. Niemand kon vertellen waar de objecten uit de achttien opgegraven tombes waren gebleven. In 1991 doken er gouden Minoïsche objecten op in de Michael Ward Gallery in New York. De Griekse overheid huurde een advocaat in en de collectie werd in 1996 teruggebracht naar Griekenland.[32]
- In 1989 vroeg Libië om de teruggave van een marmeren beeld van Venus dat door Italiaanse troepen in 1912 was meegenomen. Nadat in 2007 een Italiaanse rechtbank in Libiës voordeel had geoordeeld, werd het beeld in september 2008 teruggegeven.

### 2001-2010
- In 2006 keerde de Euphronius Krater vanuit het Metropolitan Museum of Art terug naar Italië, na dreiging met een rechtszaak tegen de gepensioneerde curator van Griekse en Romeinse Oudheden bij het museum, Dietrich von Bothmer. In september 1971 kwam de Euphronios Krater voor het eerst onder de aandacht van het Metropolitan. De antiekhandelaar Robert Hecht nam contact op met het museum. Hecht was een succesvolle handelaar die oudheden kocht en verkocht namens westerse musea. Hij beweerde dat de vaas sinds 1920 eigendom was van de familie van Dikran Sarrafian. Thomas Hoving, de directeur van het Metropolitan Museum, wist hoogstwaarschijnlijk dat Hecht niet de waarheid sprak, maar wilde het object buitengewoon graag aankopen. Toen het in Amerika in 1972 arriveerde, twijfelden sommigen  aan de herkomst. De verslaggever Nicholas Gage ging op onderzoek uit en ontdekte dat de vaas waarschijnlijk in 1971 vlakbij Rome was opgegraven. De politie  vond bij een huiszoeking in 2001 in zijn appartement in Rome zijn memoires. Hierin stond onder meer het verhaal over de Euphronios Krater beschreven. In februari 2006 sloten het Metropolitan en Italië een overeenkomst: Het Amerikaanse museum zou 21 schatten, inclusief de Euphronios Krater, teruggeven aan Italië in ruil voor een aantal Italiaanse bruiklenen.[32]
- In oktober 2009 raakte bekend dat het Louvre in de jaren 1980 vier onrechtmatig verkregen stukjes van meer dan 3000 jaar oude fresco's gaat terugschenken na vragen van de Egyptische archeoloog Zahi Hawass.
- Medio oktober 2009 raakte bekend dat de Chinese overheid een team van artefactenjagers naar een vijftigtal landen gaat sturen. Deze gespecialiseerde cellen zullen in musea, bibliotheken en private collecties gaan speuren op geroofd Chinees kunstbezit, onder meer uit het Oude Zomerpaleis te Peking.
- Medio februari 2010 besliste een rechtbank in Pesaro tot teruggave aan Italië van een bronzen Grieks beeld genoemd De zegevierende jongeling dat in 1977 voor vier miljoen dollar wederrechtelijk verworven werd door het Getty Museum. Het beeld stelt een met een olijfkrans getooide overwinnaar van de Olympische Spelen voor van de hand van Lysippos vermoedelijk tussen de vierde en de tweede eeuw voor Christus. Het was in internationale wateren gevonden door Italiaanse vissers, nabij het plaatsje Fano[37]
- Op 3 februari 2010 werd in de Londense vestiging van Sotheby's een verloren gewaand schilderij van Gustav Klimt geveild. Het achterliggende verhaal staat model voor vele andere histories. Het werk, eens eigendom van een joodse familie uit Wenen, geroofd door de nazi's, op zijn beurt geroofd door de Russische bezetter, kwam nu boven water na een claim van een Canadese erfgenaam van Oostenrijkse afkomst. Er werd afgesproken dat de huidige eigenaren de geschatte opbrengst van 19 miljoen dollar deelden met de rechthebbende.
- Begin mei 2010 stemde het Franse parlement voor de restitutie van zestien getatoeëerde en gemummificeerde Maori-hoofden. Die hoofden waren door ontdekkingsreizigers in de 18e en 19e eeuw meegenomen uit Nieuw-Zeeland. Het was de eerste keer dat de Franse overheid het toestaat om een dergelijke collectie artefacten terug te sturen naar het land van herkomst.[38]

### 2011-2020
- In maart 2011 kreeg Peru honderden archeologische stukken terug van de door Hiram Bingham ontdekte Incastad Machu Picchu. De vondsten werden een kleine eeuw lang bewaard in de Yale-universiteit.
- In april 2011 retourneerde het Museum der Moderne Salzburg het werk Litzlberg am Attersee van Gustav Klimt aan de kleinzoon van de vroegere rechtmatige eigenaar. Het doek werd destijds door de nazi's ontvreemd. Begin november 2011 werd het doek door Sotheby's geveild en bracht 40,4 miljoen dollar op.
- De VS heeft in 2012 twee kerkklokken teruggegeven aan de Filipijnen die meer dan honderd jaar geleden waren meegenomen als oorlogsbuit. De klokken met bijbehorende houten constructie gaan naar het Nationaal Museum in Manilla. Amerikaanse militairen namen de kerkklokken in 1899 na een bombardement mee uit een kerk in Meycauayan. De VS had een jaar daarvoor in een korte oorlog met Spanje de Filipijnen veroverd. De Filipijnen hebben jarenlang aangedrongen op teruggave van de klokken. De twee klokken waren spoorloos, tot ze opdoken in een klooster in Californië. Hoe ze daar terecht waren gekomen, is niet duidelijk. De Amerikanen hebben destijds meerdere kerkklokken meegenomen. De Filipijnen eisen ook die terug.[39]
- Medio maart 2012 besliste het Federale Hof van Justitie te Karlsruhe dat het Deutsches Historisches Museum in Berlijn 4 259 posters van historische waarde moet retourneren aan Peter, de zoon van de vroegere eigenaar, Hans Sachs. De nazi's roofden de Sammlung Hans Sachs in 1938. Na een zeven jaar durend juridisch geschil besloot de rechtbank tot teruggave met het argument dat zolang het Berlijnse museum de stukken in haar bezit heeft, de wandaden van de nazi's voortduren.
- De Commissie voor roofkunst in Europa (CLAE) wist in 2016 uit te zoeken dat destijds door nazi's geroofde kunst later door Duitse autoriteiten tegen een fractie van de prijs verder verkocht werd aan de erfgenamen van de rovers zelf. Alzo kwam roofkunst terug in handen van Henriette von Schirach, vrouw van Baldur von Schirach. Gestolen kunst ging terug naar Emmy Göring, de weduwe van Hermann Göring.[40]
- In juli 2019 raakte bekend dat het British Museum de teruggave aan nationale musea zal coördineren van 160 archeologische objecten die in de jaren 2001-2003 illegaal uit Afghanistan en Irak zijn ontvreemd.[41]
- De Lombokschat die in 1894 als vergelding voor een opstand op het Nederlands-Indische eiland Lombok door het Nederlandse leger in beslag werd genomen. De meer dan duizend kostbare voorwerpen zijn in 1978 voor een groot deel teruggegeven aan Indonesië. Het restant zou zich nog in Nederlandse musea bevinden.[15]

### 2021-
- Het Bijbels handschrift "Eikosiphoinissa Manuscript 220", dat in 1917 werd gestolen uit een klooster in het noorden van Griekenland door Bulgaarse partizanen en terecht was gekomen in het Museum van de Bijbel in Washington, werd na een grondig onderzoek[42] in 2022 teruggegeven aan het Kosinitza klooster, waaruit het werd ontvreemd, na een aanvraag van de Grieks-Orthodoxe kerk in 2015.[43]
- Na een tip aan het FBI Art Crime Team in verband met een onverkoopbare hoeveelheid mozaïek (met het beeld van Medusa) ergens in een depot in Los Angeles werden de objecten onderzocht en in 2022 teruggegeven aan de Italiaanse staat, omdat ze deel uitmaken van de Romeinse geschiedenis van Rome van 2000 jaar geleden.[44][45]

### Verkeerd gelopen restituties
- De Stichting Nederlands Kunstbezit (SNK)[46] gaf in 1946 aan de Zwitserse regering een gerecupereerd schilderij van Jan van Goyen cadeau. Het ging om: ‘Gezicht op de Rijn bij Rhenen’. Dit schilderij was onder dwang in handen gekomen van Wilhelm F. Wickel, de leider van het Sonderreferat Kulturaustausch. Het Gezicht op de Rijn bij Rhenen kwam met andere schilderijen van de in New York wonende Alfred Cohen, een joodse zakenman die zich had vrijgekocht door zestien schilderijen aan Göring te verkopen, in de maand maart 1946 terug uit Duitsland. Alfred Cohen was samen met zijn broer Max eigenaar van Maison de Bonneterie in Nederland. In 1940 moesten zij als joden de zaak verlaten. Zij vestigden zich naderhand in de Verenigde Staten. Toen de SNK het verzoek bereikte om een schilderij te schenken aan de Zwitserse regering viel de keuze op het eind maart 1946 in het Mauritshuis tentoongestelde schilderij van Van Goyen. "Dat de keuze speciaal op een Rijngezicht viel", zo schreef NSK-directeur De Vries aan Alfred Cohen,...

"...hield verband met de bestemming van het schilderij, daar de Rijn nu eenmaal Zwitserland en Nederland verbindt. Gisteren kwamen wij tot de ontstellende ontdekking dat de Nederlandse regering, via onze Stichting, uw schilderij ten geschenke heeft gegeven. Wij hebben een grote fout begaan, die ik niet zal trachten goed te praten. Het spreekt vanzelf dat wij de gemaakte fout willen trachten te herstellen, voor zover ons zulks mogelijk is. Helaas kunnen wij het schilderij niet aan de Zwitserse regering terugvragen, aan wie het ‘Gezicht op de Rijn bij Rhenen’ door de Prins en de Prinses gisteren werd aangeboden, doch wij stellen ons voor, dat wij na uw terugkeer in Nederland een gelijkwaardig stuk van dezelfde meester ter beschikking zullen stellen, daar wij gelukkigerwijze over een betrekkelijk groot aantal van Goyens beschikken, die gedurende de bezetting vrijwillig aan Duitsland werden verkocht [...]. Gezien het officiële karakter dat dit geschenk draagt, houden wij deze aangelegenheid uiteraard geheim en ik spreek de hoop uit, dat ook u het belang hiervan zult willen inzien. U mijn verontschuldiging herhalend, verblijf ik met zeer beleefde groeten en de meeste hoogachting. Uw dienstwillige Dr. A.B. de Vries."
 De keuze van het vervangende schilderij van Van Goyen viel op diens ‘Gezicht op Antwerpen’, dat werd getaxeerd op 15.000 gulden, ongeveer dezelfde waarde als het cadeau aan de Zwitserse regering waard was. Het kunstwerk kwam uit de Goudstikker-collectie.  Alfred Cohen kreeg het schilderij onder de voorwaarde, dat indien andere rechthebbenden aanspraken op dit schilderij zouden kunnen doen gelden, de heer Cohen verplicht was het schilderij weer aan de SNK af te dragen. Mocht dit geval zich voordoen, dan zou door de Stichting een ander schilderij aan Alfred Cohen beschikbaar worden gesteld.